# セントラル・クートニー地域
セントラル・クートニー地域（セントラル・クートニーちいき、英: Regional District of Central Kootenay, RDCK）は、ブリティッシュコロンビア州の地方行政区の1つ。州の南部に位置し、アメリカの国境と接している。

## 主な都市
- ネルソン（Nelson）
- キャッスルガー（Castlegar）
- クレストン（Creston）